# Méat acoustique interne
Le méat acoustique interne (ou conduit auditif interne) est un canal osseux situé dans la partie pétreuse de l'os temporal entre la fosse crânienne postérieure et l'oreille interne.

## Structure
L'orifice d’entrée du conduit auditif interne ou pore acoustique interne, est situé à l'intérieur de la fosse crânienne postérieure du crâne, près du centre de la face postérieure de la partie pétreuse de l'os temporal. Ses bords extérieurs sont lisses et arrondis.
Le conduit est latéral à l'os et se termine en cul-de-sac avec une longueur de 10 mm et une largeur de 5 mm.
Le fond du méat acoustique interne répond à l'oreille interne.
Une crête osseuse horizontale (la crête transverse du méat acoustique interne) divise le fond du canal en une partie supérieure et une partie inférieure.
La partie supérieure est divisée par une crête verticale en une partie antérieure et une partie postérieure.
La partie antéro-supérieure est l'aire du nerf facial, elle contient le nerf facial et le nerf intermédiaire. Au fond de cette zone s'ouvre le canal du nerf facial.
La partie postéro-supérieure contient le rameau supérieur du nerf vestibulaire : le nerf utriculaire ou nerf de la tache acoustique de l’utricule. Au fond se trouve la fossette vestibulaire supérieure criblée de trous permettant le passage des rameaux de ce nerf vers l'utricule.
La partie inférieure est occupée à l'avant par le nerf cochléaire. Elle est occupée à l'arrière par le rameau inférieur du nerf vestibulaire : le nerf sacculaire. Au fond se trouve la fossette vestibulaire inférieure criblée de trous permettant le passage des rameaux de ce nerf vers le saccule.
Sur la paroi postérieure du canal s'ouvre le foramen singulare pour le passage des fibres nerveuses en provenance du canal semi-circulaire postérieur.
Les branches cochléaire et vestibulaire du nerf crânien VIII se terminent dans l'oreille interne.
Le nerf facial continue son trajet à travers le canal du nerf facial et sort du crâne au niveau du foramen stylo-mastoïdien.

## Fonction
Le méat auditif interne permet l'accès à l'oreille interne aux branches du nerf vestibulocochléaire (nerf crânien VIII) et à l'artère du labyrinthe (une branche auditive interne de l'artère cérébelleuse inféro-antérieure qui existe chez 85 % des personnes)
Il permet également au nerf facial (nerf crânien VII) d'atteindre les structures du visage.
Il contient également le ganglion vestibulaire.

## Galerie

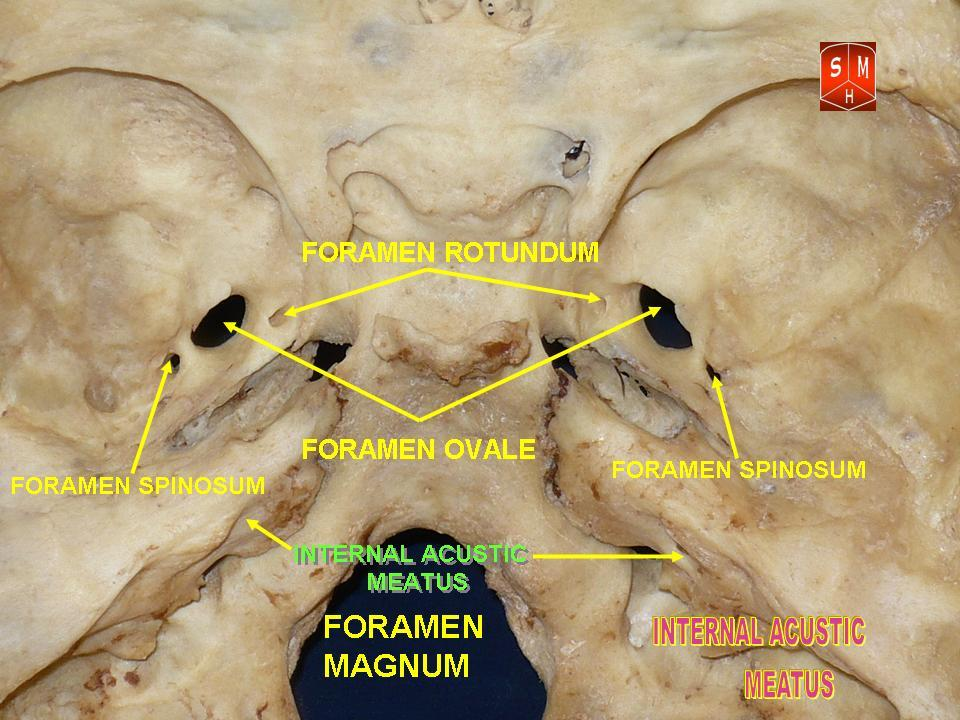
Les méats acoustiques internes.
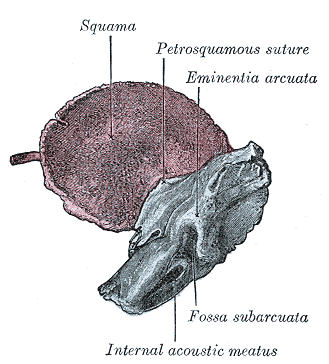
l'os temporal à la naissance. Aspect intérieur.
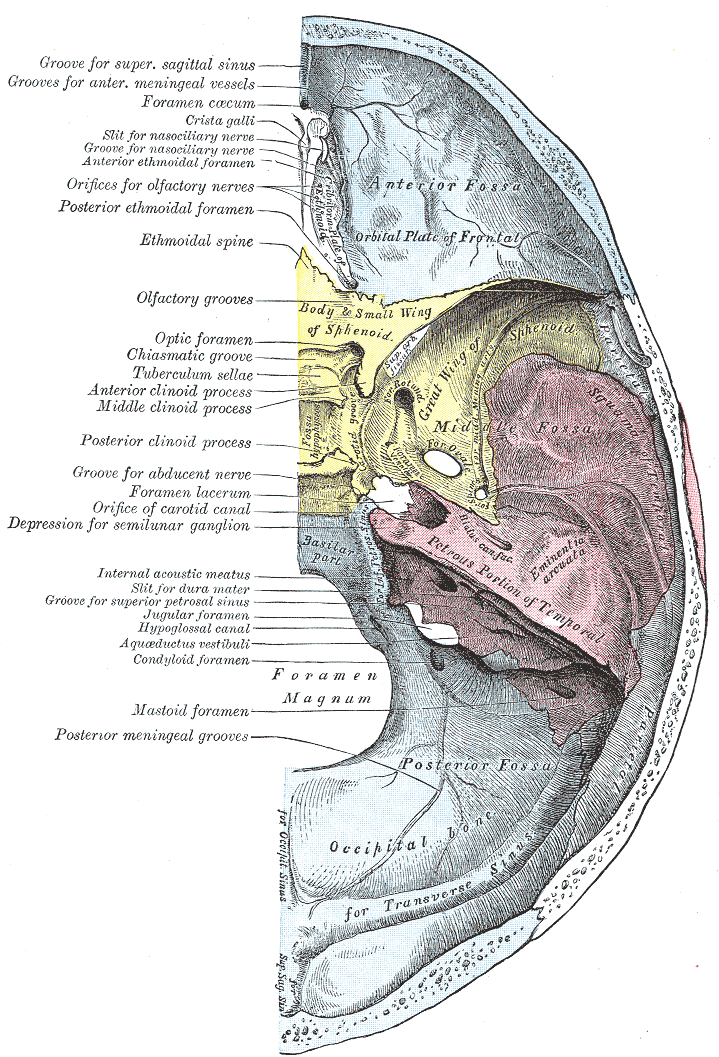
La base du crâne. Surface supérieure.
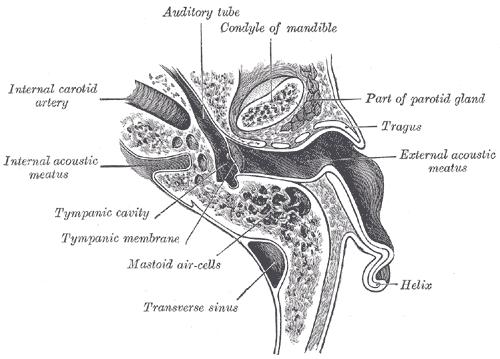
Section horizontale de l'oreille gauche (moitié supérieure de la coupe).
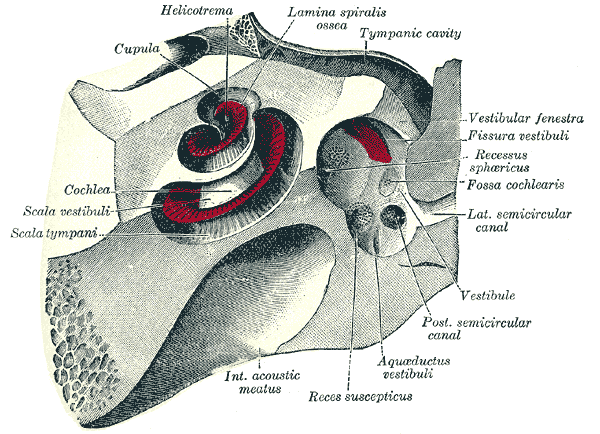
La cochlée et le vestibule (vue supérieure).
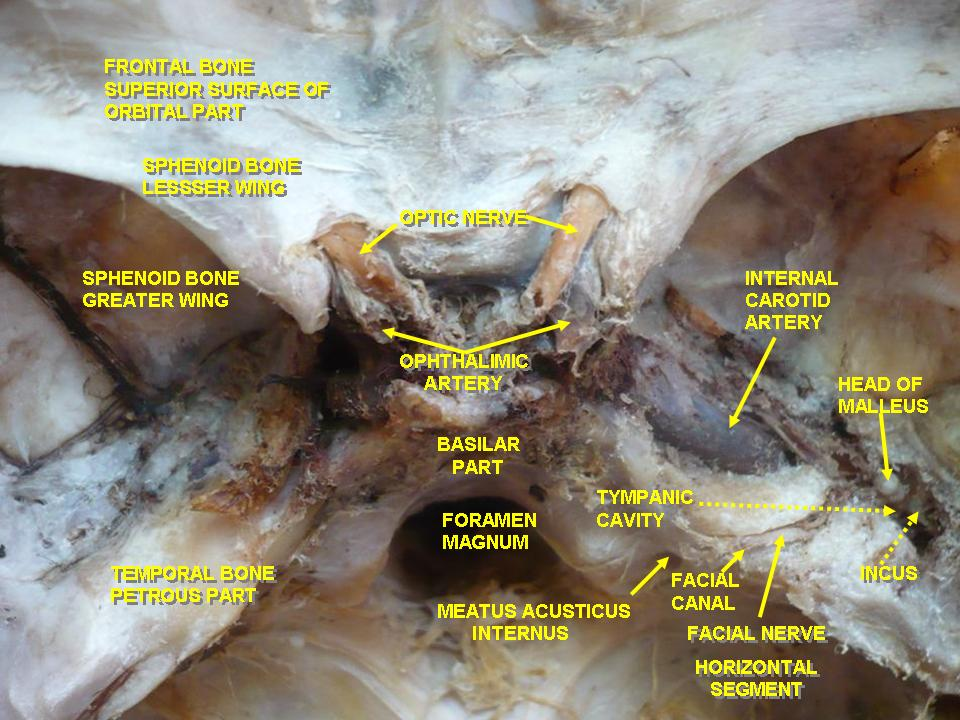
La cavité tympanique, le canal du nerf facial et l'artère carotide interne.